# Armañanzas
Armañanzas es una villa y un municipio español de la Comunidad Foral de Navarra, situado en la merindad de Estella, en la comarca de Estella Occidental y a 70 km de la capital de la comunidad, Pamplona. Su población en 2024 fue de 53 habitantes (INE).

## Símbolos

### Bandera
La bandera del municipio está formada por un paño rectangular de proporciones 2/3 de color blanco y en el centro, escudo de la localidad.

### Escudo
El escudo de armas de la villa de Armañanzas tiene el siguiente blasón:

Trae de gules y una estrella de seis puntas de oro cortado de gules y cinco bezantes de oro, puestos en sotuer. En punta una creciente de plata y sobre ella una flor de lis de oro.

 Estas armas son propias del palacio de la localidad.

## Geografía
La villa de Armañanzas está situada en la parte occidental de la Comunidad Foral de Navarra, dentro de la región geográfica de la Zona Media de Navarra o Navarra Media, a una altitud de 497 m s. n. m. Su término municipal tiene una superficie de 12,38 km² y limita al norte con los municipios de Espronceda y Desojo, al este con los de Sansol y Torres del Río y al sureste con el de Bargota.
Relieve
La villa está situada sobre un montículo entre dos laderas, al pie de la sierra de Codés. Su término es bastante ondulado. Las mayores cotas de altitud se alcanzan en el Torzo, Bardesosa y la Dehesa.
Hidrografía
Por el municipio discurre el río Linares, que debe su nombre a que antiguamente sus aguas eran utilizadas para regar y lavar el lino que se cultivaba en sus riberas. En su vega abundan los cultivos de hortalizas. Además también discurre el arroyo Codés.

## Historia

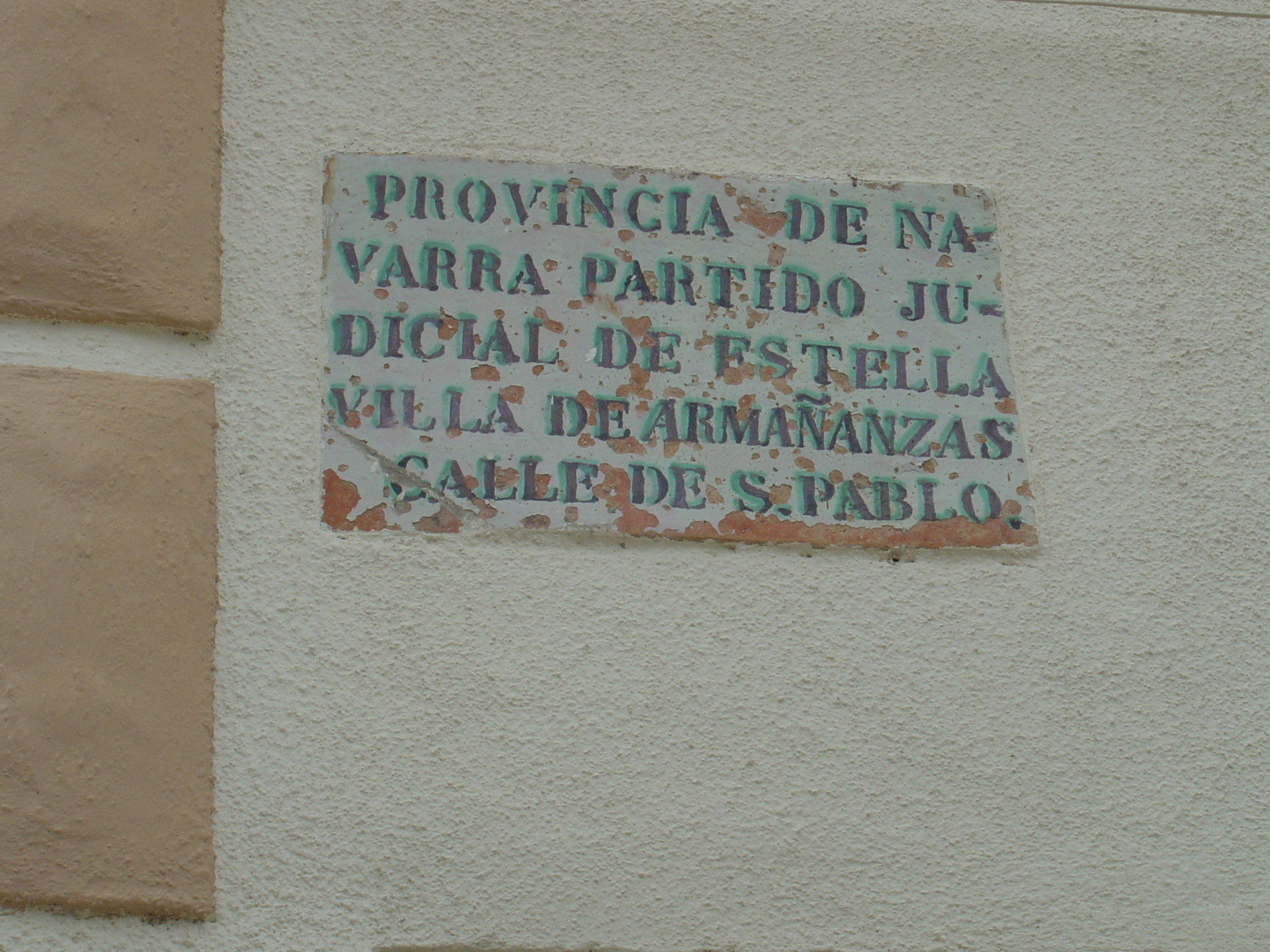

En la villa hubo un palacio en el siglo XII, situado a 150 metros de la iglesia y del que no se conservan vestigios, aunque sí un término con ese nombre. Sus moradores tomaron parte en la sexta cruzada a mediados del siglo XII dirigida en Navarra por Teobaldo I. Sí se conserva un gran palacio barroco, conocido como "la casa grande".
La historia de Armañanzas va unida a la de Los Arcos. A sus pobladores se les ofreció la posibilidad de obtener las ventajas otorgadas por Sancho VI el Sabio en el fuero de Los Arcos (1176) y además fue incorporada a la Corona de Castilla junto a Los Arcos y el resto de las cinco villas en 1463, durante la Guerra Civil de Navarra. En 1753 volvió a reincorporarse a Navarra y lo hizo como villa regida por un alcalde, cargo que era nombrado por el virrey a propuesta de la propia villa. En 1849 tenía una escuela cuyo maestro era a la vez sacristán y secretario. Dicha escuela se mantuvo abierta hasta 1976.

## Demografía
Armañanzas cuenta con una población de 53 habitantes (INE 2024).
| Gráfica de evolución demográfica de Armañanzas entre 1857 y 2021 |
| |
| Población de derecho según los censos de población del INE Población de hecho según los censos de población del INEEntre el censo de 1857 y el anterior, aparece este municipio porque se segrega del municipio 315012 (Armeñanzas y Aras) |

## Economía
Armañanzas carece de polígono industrial y la mayor parte de su población trabaja en las labores agrícolas o en las localidades vecinas. La actividad principal que se da en el municipio es la agricultura, localizándose cultivos de hortalizas en la vega del río Linares. Además también abundan los campos de cereal y las viñas y olivos.

## Administración y política
La administración política del municipio se lleva a cabo mediante un Ayuntamiento democrático, cuyos componentes se eligen cada cuatro años por sufragio universal. El censo electoral está compuesto por todos los residentes empadronados en él, mayores de 18 años y nacionales de España y de los otros países miembros de la Unión Europea. Según lo dispuesto en la Ley del Régimen Electoral General, que establece el número de concejales elegibles en función de la población del municipio, la corporación municipal está formada solo por el alcalde. La sede del Ayuntamiento está emplazada en la plaza Nueva.
| Partido político                             | 2015 | 2015       | 2011  | 2011       | 2007  | 2007       | 2003  | 2003       | 1999  | 1999       | 1995 | 1995       | 1991  | 1991       |
| Partido político                             | %    | Concejales | %     | Concejales | %     | Concejales | %     | Concejales | %     | Concejales | %    | Concejales | %     | Concejales |
| Unión del Pueblo Navarro (UPN)               | —    | —          | 55,56 | 2          | —     | —          | —     | —          | —     | —          | —    | —          | —     | —          |
| Agrupación Independiente de Armañanzas (AIA) | —    | —          | —     | —          | 96,15 | 1          | 94,87 | 1          | —     | —          | —    | —          | —     | —          |
| Partido Independiente de Armañanzas (PIA)    | —    | —          | —     | —          | —     | —          | —     | —          | 78,57 | 1          | —    | —          | —     | —          |
| Partido Socialista de Navarra (PSN-PSOE)     | —    | —          | —     | —          | —     | —          | —     | —          | —     | —          | —    | —          | 65,33 | 5          |

## Monumentos y lugares de interés

### Arquitectura religiosa
- Iglesia de Santa María: El templo es de origen medieval, aunque una reforma efectuada por Juan de Landerrain en el siglo XVI le ha dado un aspecto renacentista. De esta reforma destacan entre otros elementos los capiteles formados por bolas y las bóvedas estrelladas con nervios. También se llevó a cabo en 1675 una ampliación, añadiéndole dos capillas, la de la Dolorosa y la del Santo Cristo, ambas de estilo barroco, de planta rectangular y bóveda de aristas. El campanario es del siglo XVI y el pórtico barroco del siglo XVII. De su interior destaca el retablo mayor, tallado hacia 1560 en estilo renacentista.
- Ermita de San Juan: Situada junto a la carretera de Espronceda a 1,5 km de la localidad. Antiguamente contaba con una bóveda ojival encima del retablo. De los elementos del interior destaca el altar, que es de piedra, y el retablo de estilo barroco, que debió de construirse entre 1660-1670. Este retablo incluye una talla de San Juan del siglo XV.

### Arquitectura civil
- Palacio: enclavado en las proximidades de la iglesia y conocido popularmente como "la casa grande". Es una construcción de sillería del siglo XVII, propiedad e la familia Hermoso de Mendoza. El piso noble tiene balcones y ventanas rematadas con frontones rectos, así como dos escudos, uno barroco y otro rococó.
- Casas blasonadas del siglo XVI: En los jardines de la iglesia fuente artística del siglo XVII de piedra con una taza decorada con dos querubines y una estrella.

## Cultura

### Fiestas y eventos
Las fiestas patronales se celebran el cuarto fin de semana de agosto. En ellas se llevan a cabo diversas actividades populares, tanto para niños como para adultos. Empiezan el viernes con el lanzamiento del chupinazo desde la casa consistorial. Antes se hace la acostumbrada vereda (limpieza comunitaria del pueblo) y tras el chupinazo la chistorrada para todo el pueblo, previa a la música y de baile y la verbena nocturna en la plaza. El domingo, Día de la Virgen de Agosto, tiene lugar una solemne procesión por las calles de la localidad, acompañada de repique de campanas. Durante los últimos años se viene celebrando el concurso de disfraces el lunes, a las 21:30 el concurso infantil, y a la 01:00 el de mayores. Para terminar los festejos, el martes es costumbre o se cena en cuadrilla.

### Tradiciones festivas
En su día gozó de gran pujanza el Jueves Lardero, inicio de los festejos populares de Carnaval.

### Tradiciones religiosas
- Cofradía de la Santa Vera Cruz: Las ordenanzas son de 1582, todos los años salen en procesión en Semana Santa, sacan las imágenes de la Dolorosa y el Santo Cristo. Poco antes se reúnen en las antiguas escuelas para vestirse y tomarse un vino. Una vez vestidos con sus túnicas suben hacia la iglesia en silencio, allí se ofrecen voluntarios para sacar a cada uno de los pasos. Después de la procesión, cada uno con su cazuela, meriendan todos juntos en hermandad en las antiguas escuelas. El Día de la Cruz de Septiembre comen también todos juntos después de la celebración de la misa.

- Cofradía de San Juan: Las ordenanzas datan de 1512. Se celebra el fin de semana siguiente a San Juan. La víspera van todos los cofrades a la ermita de San Juan, allí rezan un rosario en honor al santo. Cada uno con su merienda se reúnen en el pórtico de la ermita. Al día siguiente a las 9 de la mañana se celebra una misa para todo el que quiera ir y los cofrades preparan chocolatada para todos los asistentes. Luego se reúnen los cofrades y la junta (abad y tesorero), y luego se prepara la comida para toda la cofradía.

- Cofradía de San Martín: Antiguamente el día de San Martín se celebraba una misa en la ermita de este santo, derribada en 1946 por amenazar ruina. En el año 2006 se ha retomado la costumbre de celebrar una misa, ahora en la actual parroquia, y comer todos los cofrades juntos. En la actualidad, donde antes estuvo la ermita, hay una piedra conmemorativa en honor a dicho santo.

- Día de San Isidro: Se celebra el 15 de mayo. Tras la misa, en la que se saca el santo en procesión y se bendicen los campos, se da paso a una comida popular.

- Todos los años, en la primavera, hacer una romería al cercano Santuario de Nuestra Señora de Codés.